# Белянино (Кемеровская область)
Белянино — деревня в Юргинском районе Кемеровской области России. Входит в состав Новоромановского сельского поселения.

## География
Деревня находится в северо-западной части области, на правом берегу реки Стрельная, на расстоянии примерно 22 километров (по прямой) к юго-востоку от районного центра города Юрга. Абсолютная высота — 204 метра над уровнем моря.
Часовой пояс
Деревня Белянино, как и вся Кемеровская область, находится в часовой зоне МСК+4. Смещение применяемого времени относительно UTC составляет +7:00.

## История
Основано в 1642 году. В «Списке населенных мест Российской империи» 1868 года издания населённый пункт упомянут как заводская деревня Белянина Томского округа (2-го участка) при речке Северной Стрельной, расположенная в 123 верстах от окружного центра Томска. В деревне имелось 33 двора и проживало 177 человек (84 мужчины и 93 женщины).
В 1911 году в деревне, входившей в состав Тарсминской волости Кузнецкого уезда, имелось 62 двора и проживало 468 человек (160 мужчин и 176 женщин). Действовали хлебозапасный магазин, овчинное заведение и мельница.
По данным 1926 года имелось 126 хозяйств и проживало 551 человек (в основном — русские). В административном отношении деревня являлась центром Белянинского сельсовета Юргинского района Томского округа Сибирского края.

## Население
| 2010 |
| ---- |
| 456  |

Половой состав
По данным Всероссийской переписи населения 2010 года в гендерной структуре населения мужчины составляли 46,5 %, женщины — соответственно 53,5 %.
Национальный состав
Согласно результатам переписи 2002 года, в национальной структуре населения русские составляли 92 % из 489 чел.

## Улицы
Уличная сеть деревни состоит из восьми улиц.